# Monte Carlo Masters 2003 - Qualificazioni singolare
Le qualificazioni del singolare  del Monte Carlo Masters 2003 sono state un torneo di tennis preliminare per accedere alla fase finale della manifestazione. I vincitori dell'ultimo turno sono entrati di diritto nel tabellone principale. In caso di ritiro di uno o più giocatori aventi diritto a questi sono subentrati i lucky loser, ossia i giocatori che hanno perso nell'ultimo turno ma che avevano una classifica più alta rispetto agli altri partecipanti che avevano comunque perso nel turno finale.
Le qualificazioni del torneoMonte Carlo Masters  2003 prevedevano 32 partecipanti di cui 8 sono entrati nel tabellone principale.

## Teste di serie
1. Alberto Martín (Qualificato)
2. Mario Ančić (primo turno)
3. Sargis Sargsian (Qualificato)
4. Antony Dupuis (ultimo turno)
5. Luis Horna (Qualificato)
6. Adrian Voinea (ultimo turno)
7. Jean-René Lisnard (ultimo turno)
8. Albert Montañés (primo turno)

1. Galo Blanco (primo turno)
2. Albert Portas (Qualificato)
3. Nicolas Coutelot (primo turno)
4. Attila Sávolt (ultimo turno)
5. Julien Benneteau (primo turno)
6. Peter Luczak (primo turno)
7. Rafael Nadal (Qualificato)
8. Filippo Volandri (primo turno)

## Qualificati
1. Alberto Martín
2. Rafael Nadal
3. Sargis Sargsian
4. Peter Luczak

1. Luis Horna
2. Albert Portas
3. Julien Benneteau
4. Filippo Volandri

## Tabellone

### Legenda
| - Q = Qualificato - WC = Wild card - LL = Lucky loser | - ALT = Alternate - SE = Special Exempt - PR = Protected Ranking | - w/o = Walkover - r = Ritirato - d = Squalificato |

### Sezione 1
|  | Primo turno | Primo turno        | Primo turno | Primo turno | Primo turno |  |  | Ultimo turno | Ultimo turno   | Ultimo turno   | Ultimo turno | Ultimo turno |  |
|  |             |                    |             |             |             |  |  |              |                |                |              |              |  |
|  | 1           | Alberto Martín     | 7           | 1           | 6           |  |  |              |                |                |              |              |  |
|  |             | Giorgio Galimberti | 62          | 6           | 3           |  |  | 1            | Alberto Martín | Alberto Martín | 6            | 6            |  |
|  | 12          | Attila Sávolt      | 7           | 63          | 6           |  |  | 12           | Attila Sávolt  | Attila Sávolt  | 4            | 1            |  |
|  |             | Grégory Carraz     | 5           | 7           | 3           |  |  |              |                |                |              |              |  |

### Sezione 2
|  | Primo turno | Primo turno      | Primo turno      | Primo turno | Primo turno |  |  | Ultimo turno | Ultimo turno    | Ultimo turno    | Ultimo turno | Ultimo turno |  |
|  |             |                  |                  |             |             |  |  |              |                 |                 |              |              |  |
|  |             | Werner Eschauer  | Werner Eschauer  | 7           | 6           |  |  |              |                 |                 |              |              |  |
|  | 2           | Mario Ančić      | Mario Ančić      | 63          | 4           |  |  |              | Werner Eschauer | Werner Eschauer | 2            | 2            |  |
|  | 15          | Rafael Nadal     | Rafael Nadal     | 6           | 6           |  |  | 15           | Rafael Nadal    | Rafael Nadal    | 6            | 6            |  |
|  |             | Andrej Stoljarov | Andrej Stoljarov | 1           | 3           |  |  |              |                 |                 |              |              |  |

### Sezione 3
|  | Primo turno | Primo turno       | Primo turno       | Primo turno | Primo turno |  |  | Ultimo turno | Ultimo turno     | Ultimo turno     | Ultimo turno | Ultimo turno |  |
|  |             |                   |                   |             |             |  |  |              |                  |                  |              |              |  |
|  | 3           | Sargis Sargsian   | Sargis Sargsian   | 7           | 6           |  |  |              |                  |                  |              |              |  |
|  |             | Christophe Rochus | Christophe Rochus | 68          | 3           |  |  | 3            | Sargis Sargsian  | Sargis Sargsian  | 6            | 7            |  |
|  |             | Nicolas Coutelot  | Nicolas Coutelot  | 6           | 6           |  |  |              | Nicolas Coutelot | Nicolas Coutelot | 3            | 65           |  |
|  | 11          | John van Lottum   | John van Lottum   | 2           | 0           |  |  |              |                  |                  |              |              |  |

### Sezione 4
|  | Primo turno | Primo turno            | Primo turno            | Primo turno    | Primo turno |  |  | Ultimo turno | Ultimo turno  | Ultimo turno | Ultimo turno | Ultimo turno |  |
|  |             |                        |                        |                |             |  |  |              |               |              |              |              |  |
|  | 4           | Antony Dupuis          | Antony Dupuis          | 6              | 6           |  |  |              |               |              |              |              |  |
|  |             | Jean-François Bachelot | Jean-François Bachelot | 1              | 2           |  |  | 4            | Antony Dupuis | 2            | 6            | 3            |  |
|  |             | Peter Luczak           | Peter Luczak           | Peter Luczak   | 2           |  |  |              | Peter Luczak  | 6            | 3            | 6            |  |
|  | 14          | Michaël Llodra         | Michaël Llodra         | Michaël Llodra | 1r          |  |  |              |               |              |              |              |  |

### Sezione 5
|  | Primo turno | Primo turno      | Primo turno      | Primo turno | Primo turno |  |  | Ultimo turno | Ultimo turno | Ultimo turno | Ultimo turno | Ultimo turno |  |
|  |             |                  |                  |             |             |  |  |              |              |              |              |              |  |
|  | 5           | Luis Horna       | Luis Horna       | 6           | 6           |  |  |              |              |              |              |              |  |
|  |             | Jacobo Diaz-Ruiz | Jacobo Diaz-Ruiz | 0           | 1           |  |  | 5            | Luis Horna   | Luis Horna   | 6            | 6            |  |
|  |             | Galo Blanco      | Galo Blanco      | 6           | 6           |  |  |              | Galo Blanco  | Galo Blanco  | 2            | 1            |  |
|  | 9           | Franco Squillari | Franco Squillari | 3           | 1           |  |  |              |              |              |              |              |  |

### Sezione 6
|  | Primo turno | Primo turno     | Primo turno     | Primo turno | Primo turno |  |  | Ultimo turno | Ultimo turno  | Ultimo turno  | Ultimo turno | Ultimo turno |  |
|  |             |                 |                 |             |             |  |  |              |               |               |              |              |  |
|  | 6           | Adrian Voinea   | Adrian Voinea   | 6           | 6           |  |  |              |               |               |              |              |  |
|  |             | Alexander Waske | Alexander Waske | 4           | 4           |  |  | 6            | Adrian Voinea | Adrian Voinea | 3            | 0            |  |
|  | 10          | Albert Portas   | 3               | 6           | 6           |  |  | 10           | Albert Portas | Albert Portas | 6            | 6            |  |
|  |             | Cyril Saulnier  | 6               | 4           | 4           |  |  |              |               |               |              |              |  |

### Sezione 7
|  | Primo turno | Primo turno       | Primo turno      | Primo turno | Primo turno |  |  | Ultimo turno | Ultimo turno      | Ultimo turno      | Ultimo turno | Ultimo turno |  |
|  |             |                   |                  |             |             |  |  |              |                   |                   |              |              |  |
|  | 7           | Jean-René Lisnard | 0                | 6           | 6           |  |  |              |                   |                   |              |              |  |
|  |             | Markus Hipfl      | 6                | 4           | 4           |  |  | 7            | Jean-René Lisnard | Jean-René Lisnard | 1            | 5            |  |
|  |             | Julien Benneteau  | Julien Benneteau | 6           | 6           |  |  |              | Julien Benneteau  | Julien Benneteau  | 6            | 7            |  |
|  | 13          | Marc Rosset       | Marc Rosset      | 4           | 2           |  |  |              |                   |                   |              |              |  |

### Sezione 8
|  | Primo turno | Primo turno      | Primo turno      | Primo turno | Primo turno |  |  | Ultimo turno     | Ultimo turno     | Ultimo turno     | Ultimo turno | Ultimo turno |  |
|  |             |                  |                  |             |             |  |  |                  |                  |                  |              |              |  |
|  |             | Joan Balcells    | Joan Balcells    | 7           | 6           |  |  |                  |                  |                  |              |              |  |
|  | 8           | Albert Montañés  | Albert Montañés  | 611         | 2           |  |  | Joan Balcells    | Joan Balcells    | Joan Balcells    | 3            | 6(1)         |  |
|  |             | Filippo Volandri | Filippo Volandri | 6           | 3           |  |  | Filippo Volandri | Filippo Volandri | Filippo Volandri | 6            | 7            |  |
|  | 16          | Andrea Gaudenzi  | Andrea Gaudenzi  | 1           | 0r          |  |  |                  |                  |                  |              |              |  |